# Bahnerpoort (Pyrzyce)
De Bahnerpoort (Pools: Brama Branska) (Duits: Bahner Tor) is een stadspoort in de Poolse stad Pyrzyce (Duits: Pyritz). De gotische poort is een voorbeeld van baksteengotiek en staat op deze plek sinds circa 1260. De poort maakt onderdeel uit van de stadsmuur van Pyrzyce. De stad beschikte over drie stadspoorten. De Bahnerpoort bestaat uit vier verdiepingen en verwijst naar de plaats Banie (Bahn).